# Кавалерова, Вера Ильинична
Ве́ра Ильи́нична Кавале́рова (бел. Вера Ільінічна Кавалерава; род. 13 июля 1951; в девичестве — Смирнова, вдова актёра Александра Кавалерова, чью фамилию носит) — советская и белорусская актриса театра и кино, Заслуженная артистка Республики Беларусь (1991).

## Биография
Вера Кавалерова родилась 13 июля 1951 года в Минске.
С 1985 года начинает служить в Белорусском республиканском театре юного зрителя. Сыграла более 100 ролей.
В 1989 году актриса закончила Минский институт культуры.
В 1991 году Вера Ильинична была удостоена почётного звания «Заслуженная артистка Республики Беларусь».

В 2012 году удостоена медали Франциска Скорины.
В настоящее время является ведущим мастером сцены.

## Творчество

### Театральные работы
- «Сотворившая чудо»
- «Маленький лорд Фаунтлерой»
- «Поющий поросёнок»
- «Дорога на Вифлеем»
- «Рыцарь Ордена Солнца»
- «Поллианна»
- «Сестра моя Русалочка»
- «Невероятные приключения Мишутки и его друзей в стране сказок»
- «Золотое сердечко»[4]
- «Тайны голубых озёр»[4]

### Фильмография
- 1965 — Город мастеров — девочка с попугаем (нет в титрах)
- 1972 — Монолог — гостья на дне рождения Нины
- 1972 — Перед первым снегом — Вера
- 1972 — Чудак из пятого «Б» — продавщица шляп
- 1974 — Последнее лето детства
- 1976 — Венок сонетов
- 1991 — Записки юного врача — Видение
- 1994 — Эпилог — иностранка-мать
- 2008 — Каменская 5. Имя потерпевшего — никто. Фильм 2 — Ковалёва
- 2008 — На спине у чёрного кота — Антонова
- 2009 — Дастиш фантастиш — уборщица
- 2009 — Детективное агентство «Иван да Марья». Дело об испытательном сроке. Фильм 1 —эпизод
- 2009 — Суд. 24 серия. Выстрел
- 2010 — Журов 2. Прелести ада. Фильм 3 — тётка Резавина
- 2011 — Лето волков (Капли крови на цветущем вереске) — Серафима Фадеевна
- 2011 — Всё, что нам нужно…
- 2012 — Жила-была любовь — мама Вениамина
- 2015 — Обратная сторона Луны 2 — соседка
- 2016 — Куба — Наталья Владимировна Зилова
- 2017 — Сдаётся дом у моря
- 2020 —  Нефритовая черепаха (сериал) — Полина Замальская

### Озвучивание мультфильмов
- 1974 — Алёнкин цыплёнок
- 1977 — Листопадничек
- 1982 — Динозаврик — Динозаврик
- 1982 — Куда пропала луна? — Лисёнок
- 1983 — Непоседа
- 1984 — Не шуршать!
- 1984 — Пинчер Боб и семь колокольчиков
- 1985 — Ты меня не бойся
- 1987 — Мальчик и лучик
- 1989 — Моя мама волшебница
- 2007 — Приключения реактивного поросёнка. Приключение пятое. Как сделать открытие
- 2008 — Про дружбу, Шарика и летающую тарелку
- 2011 — Рыбка по имени Нельзя — Щука
- 2012 — Колобок